# Tivoli (Spiel)

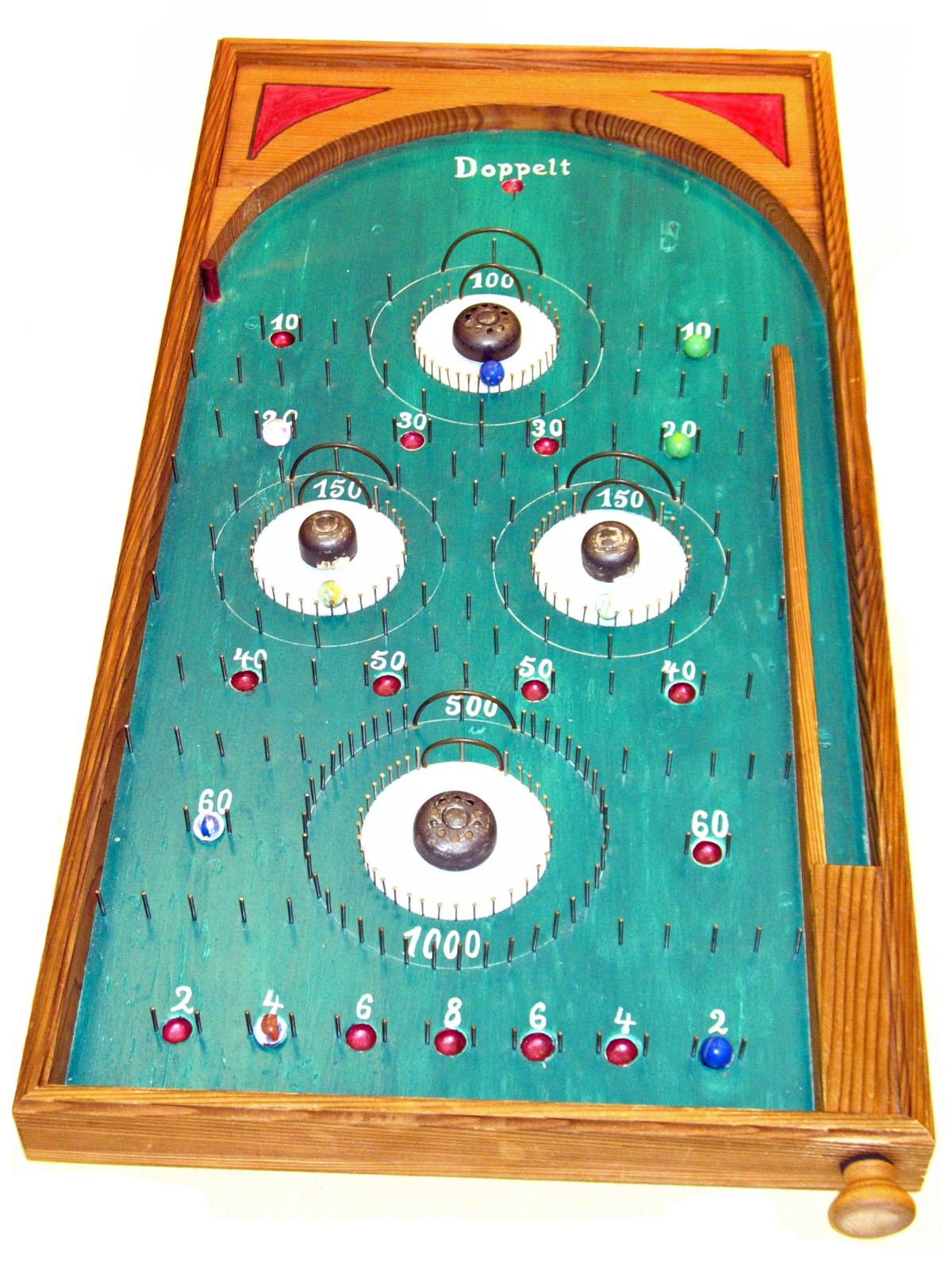
Rekonstruktion eines Tivolis

Tivoli ist ein Kugelspiel, das nach der italienischen Stadt Tivoli benannt wurde.
Die Kugel wird ähnlich einem Flipperautomat über eine Abzugmechanik an den oberen Rand des Spielfelds befördert. Wie beim Pachinko ist die Kugel danach nicht mehr vom Spieler zu beeinflussen. Das Spielfeld ist eine zum Spieler hin abfallende schiefe Ebene oder steht senkrecht. Die Kugel wird auf ihrem Weg zum unteren Spielfeldrand durch mehrere Nägel abgelenkt und fällt unten in Taschen, denen verschiedenen Gewinnpunkte zugeordnet sind.
Das Schweizerische Bundesgericht verbot 1975 den Betrieb von Tivoli-Spielgeräten wegen häufiger Manipulationen zuungunsten der Spieler.